# Михалёво (Выборгский район)
Михалёво (до 1948 года Тихверинмяки, Тихверя, фин. Tihveränmäki, Tihverä) — посёлок в Каменногорском городском поселении Выборгского района Ленинградской области.

## Название
Согласно решению колхозников колхоза «имени Кирова» зимой 1948 года селению Тихверя было присвоено новое наименование — Михалёво. Переименование было закреплено решением сессии сельсовета и указом Президиума ВС РСФСР от 13 января 1949 года.

## История

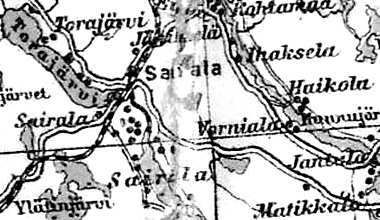
Деревня Сайрала на финской карте 1923 года

До 1939 года деревня Тихверя входила в состав деревни Сайрала волости Кирву Выборгской губернии Финляндской республики.
С 1 января 1940 года — в составе Карело-Финской ССР.
С 1 июля 1941 года по 31 мая 1944 года финская оккупация.
С 1 ноября 1944 года — в составе Сайральского сельсовета Яскинского района.
С 1 октября 1948 года — в составе Бородинского сельсовета Лесогорского района. 
С 1 января 1949 года учитывается административными данными как деревня Михалёво.
С 1 декабря 1960 года — в составе Выборгского района.
В 1961 году население деревни составляло 251 человек. 
По данным 1966, 1973 и 1990 годов посёлок Михалёво входил в состав Бородинского сельсовета.
В 1997 году в посёлке Михалёво Бородинской волости проживали 680 человек, в 2002 году — 648 человек (русские — 92 %).
В 2007 году в посёлке Михалёво Каменногорского ГП проживали 663 человека, в 2010 году — 670 человек.

## География
Посёлок расположен в северной части района  на пересечении автодорог 41К-024 (Среднегорье — Топольки) и 41К-185 (Комсомольское — Приозерск).
Расстояние до административного центра поселения — 11 км. 
Расстояние до ближайшей железнодорожной станци Бородинское — 1,5 км. 
Посёлок находится на северном и западном берегах Михалёвского озера.

## Демография
| 2007 | 2010 | 2017 | 2021 |
| ---- | ---- | ---- | ---- |
| 663  | ↗670 | ↘656 | ↗793 |

## Улицы
Береговая, Болотный проезд, Ландышевый проезд, Левобережная, Молодёжная, Новая, Озёрный проезд, Песчаный проезд, Полевая, Правобережная, Садовая.